# Medard (imię)
Medard – imię męskie pochodzenia germańskiego. Powstało z członów maht – „potęga, władza, moc, męstwo” oraz hart – „silny, odważny, śmiały”.
Medard imieniny obchodzi 8 czerwca.

## Osoby o tym imieniu
- Medard z Noyon (ok. 456 – ok. 545), biskup Noyon, święty
- Medard Czauderna (1864–1933), polski urzędnik skarbowy
- Medard Downarowicz (1878–1934), polityk polski
- Medard Morawiecki (1846–1937), powstaniec styczniowy